# Ostřice bledavá
Ostřice bledavá (Carex pallescens) je druh jednoděložné rostliny z čeledi šáchorovité (Cyperaceae).

## Popis
Jedná se o rostlinu dosahující výšky nejčastěji 10-60, zřídka až 80 cm. Je vytrvalá, trsnatá, s krátkým oddenkem, bez výběžků. Listy jsou střídavé, přisedlé, s listovými pochvami. Lodyha je štíhlá, ostře trojhranná, delší než listy. čepele jsou asi 4-5 mm široké, na líci chlupaté (stejně jako pochvy), matné. Bazální pochvy jsou nejčastěji nachově hnědé, nerozpadavé. Ostřice bledavá patří mezi různoklasé ostřice, nahoře jsou klásky čistě samčí, dole čistě samičí. Samčí vrcholový klásek bývá jen jeden, samičích nejčastěji 2–3, samčí klas často převyšují. Samičí klásky jsou asi 0,5–2 cm dlouhé, bělavé až bělozelené  stopkaté (dolní na cca 5–20 mm dlouhé). Listeny jsou bez pochev, dolní převyšuje květenství a je na bázi zvlněný Okvětí chybí. V samčích květech jsou zpravidla 3 tyčinky. Blizny jsou většinou 3. Plodem je mošnička, která je asi 2,3–3 mm dlouhá, bělavě až hnědavě zelená, lesklá podlouhle eliptická, zobánek chybí. Každá mošnička je podepřená plevou, která je špičatá s osinku. V ČR kvete nejčastěji v květnu až v červnu. Počet chromozómů: 2n=62.

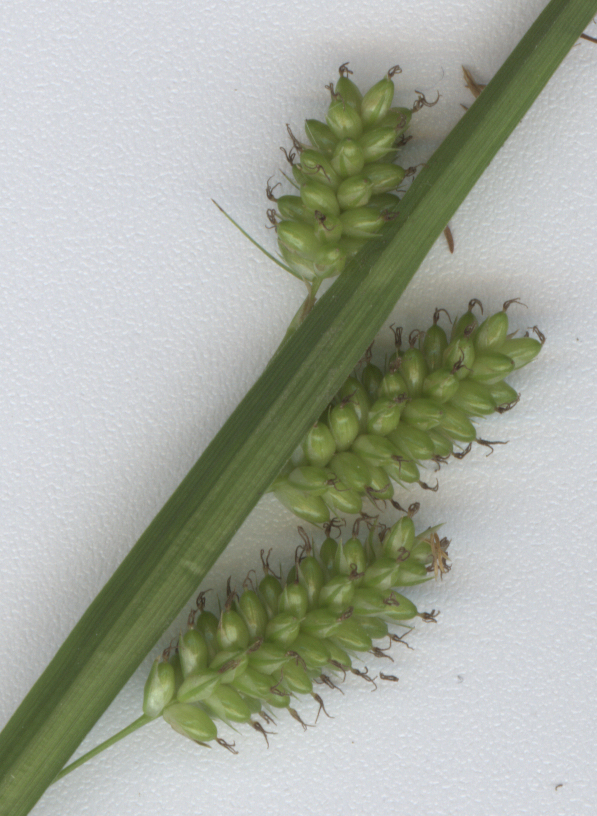
Detail klásků

## Rozšíření ve světě
Ostřice bledavá roste ve většině Evropy, pouze místy na severu nebo na jihu (třeba Španělsko) skoro chybí, pak roste na Kavkaze a ostrůvkovitě v Asii na východ po jižní Sibiř. Dále roste v Severní Americe, na severovýchodě USA a v jihovýchodní Kanadě. Byla zavlečena na Nový Zéland.

## Rozšíření v Česku
V ČR je to běžný druh rozšířený od nížin do hor, roste na loukách, častěji vlhčích až rašelinných, na pasekách, mokřinách u lesních cest, i ve světlých vlhčích lesích.